# Rémy Daillet-Wiedemann
Pour les articles homonymes, voir Daillet et Wiedemann.
Le texte peut changer fréquemment, n’est peut-être pas à jour et peut manquer de recul. 
Le titre et la description de l'acte concerné reposent sur la qualification juridique retenue lors de la rédaction de l'article et peuvent évoluer en même temps que celle-ci.
Rémy Daillet-Wiedemann, né en 1967, est un militant d'extrême droite complotiste français.
Depuis avril 2021, il est soupçonné d'être impliqué dans trois affaires d'enlèvement d'enfant, puis depuis octobre 2021 dans un projet de coup d'État ainsi que plusieurs projets d'attentats terroristes.

## Biographie

### Famille
Petit-fils de Fernand Wiedemann-Goiran, industriel et député de Paris de 1936 à 1940, et fils de Jean-Marie Daillet, député de la Manche de 1973 à 1994, Rémy Daillet-Wiedemann grandit au sein d'une famille de huit enfants,. Il est également le neveu de Pierre de Boisdeffre, diplomate et directeur de l'ORTF de 1964 à 1968, et le cousin germain d'Edwy Plenel, journaliste.
Rémy Daillet est père de sept enfants.

### Début d'engagement politique
À 25 ans, Rémy Daillet-Wiedemann s'engage avec son frère dans la guerre de Yougoslavie au sein de la Garde nationale croate dans laquelle de nombreux nationalistes français s'enrôlaient,. Il participe à la guerre de Croatie.
Il rejoint le Modem en 2007 et devient responsable de la fédération de Haute-Garonne (Occitanie) en octobre 2008. Il est exclu du parti le 27 mars 2010, après avoir été surpris en train d'enregistrer un débat lors d'une réunion interne du conseil national,,.
En janvier 2009, il entame une « grève du froid » (il reste en chemise à l'extérieur en journée et dort dans son automobile le soir) contre la fermeture de l'usine Molex de Villemur-sur-Tarn. Les syndicalistes de l'usine y voient une « action politique », entamée sans concertation avec eux.

### Dérives complotistes
En 2012, Rémy Daillet-Wiedemann lance un site destiné à la scolarisation des enfants à domicile sur lequel il développe des argumentaires complotistes. La même année, il co-signe avec son épouse un livre sur ce sujet qui lui tient à cœur. Il considère que « l'école est un endroit dangereux : pédos, harceleurs, délinquants, dealers, labos et gouvernement sont les gros vecteurs du mal-être, du suicide, du meurtre, du crime courant ». Contre rémunération, il fournit une série de techniques et de documents permettant d'éviter de faire vacciner ses enfants.
En 2014, dans le but de promouvoir l'instruction à domicile, il se rapproche des militants d'extrême droite Farida Belghoul et Alain Escada.
En 2015, il part s'installer sur l'île de Langkawi, en Malaisie puis vend des séances de coaching en ligne pour s'installer à l'étranger.
En 2020, il se montre proche de la mouvance QAnon,, ; il se fait « remarquer des milieux complotistes en épousant les théories les plus extrêmes ». À l'automne 2020, il publie des vidéos dans lesquelles il annonce ses velléités de coup d'État et affiche son programme insurrectionnel qui rassemble de nombreuses théories conspirationnistes ; il soutient le militant néonazi et négationniste Vincent Reynouard, et appelle au saccage des monuments mémoriels de la Seconde Guerre mondiale,. Appelant principalement à la prise du pouvoir par un « renversement » armé du gouvernement français et la prise du palais de l'Élysée, il détaille sur son site internet (baptisé renversementdugouvernementfrançais.com) les mesures qu'il souhaiterait mettre en œuvre après avoir pris le pouvoir par la force : la « suspension de l'impôt ou tout autre prélèvement direct », le rétablissement du bagne, la « suspension de tout épandage par voie aérienne » (théorie des « chemtrails »), l'« arrêt de toute installation de réseau 5G », l'« interdiction de la vaccination de masse », la « mise en panne de tous les radars routiers automatiques » ainsi que l'« abolition de la maçonnerie » et d'autres institutions de défense des droits humains comme le CRIF, la LICRA ou SOS Racisme,,.
En novembre 2020, son nom apparaît dans une enquête sur l'attaque d'une gendarmerie à Dax. L'assaillant explique avoir été influencé par Rémy Daillet-Wiedemann.

### Affaires judiciaires

#### Affaire Mia Montemaggi
En avril 2021, Rémy Daillet-Wiedemann est soupçonné d'être à la tête de l'organisation de l'enlèvement par plusieurs hommes d'une fillette de huit ans, Mia Montemaggi, qui résidait dans les Vosges chez sa grand-mère pour être remise à sa mère qui n'en n'avait plus la garde et n'avait plus le droit de la voir seule - puis retrouvée dans un squat en Suisse,.
Avec sa femme et leurs trois enfants, il est interpellé par les autorités malaisiennes en mai 2021, son titre de séjour étant arrivé à expiration. Il entame une grève de la faim pour protester contre son interpellation,. Il est expulsé de Malaisie en direction de la France le 13 juin 2021, puis mis en examen par les autorités françaises dans l'affaire Mia, pour « complicité d'enlèvement d'un mineur de 15 ans commis en bande organisée », et est placé en détention provisoire. À l'occasion de sa première audience, il annonce sa candidature à l'élection présidentielle de 2022,.
En juillet 2022, le parquet de Nancy décide de se dessaisir au profit du Pôle antiterroriste de Paris, afin de les joindre aux faits déjà instruits par cette juridiction, considérant que les enlèvements d'enfant faisaient partie intégrante du plan d'action violentes visant le renversement de l'État. Cette décision est contestée par l'avocat de Rémy Daillet.
En juin 2023, Rémy Daillet-Wiedemann est remis en liberté sous bracelet électronique.

#### Autres dossiers d'enlèvements
En mai 2021, Le Parisien révèle que Rémy Daillet-Wiedemann est cité dans un projet avorté d'enlèvement d'enfant qui devait avoir lieu, à la fin de l'année 2020, dans le Puy-de-Dôme,.
En juin 2021, il est de nouveau cité dans une autre affaire de soustraction d'enfants qui a eu lieu à Quingey dans le Doubs, en novembre 2020.

### Affaire terroriste
En octobre 2021, Rémy Daillet-Wiedemann est mis en examen avec sa secrétaire pour « association de malfaiteurs terroriste criminelle », peu après avoir posté une vidéo visionnée des centaines de milliers de fois dans laquelle il met même en garde le président de la République, Emmanuel Macron,. Il est suspecté d'avoir constitué une organisation clandestine nationale qui aurait projeté des attentats contre des « ennemis de l'intérieur fantasmés — principalement francs-maçons et juifs, ou supposés tels », soit des loges maçonniques et lieux du judaïsme, des centres de vaccination et des antennes 5G ; puis de faire un coup d'État en menant une offensive contre plusieurs lieux institutionnels, et contre d'autres cibles comme des personnalités ou des journalistes,,.
Cette opération secrète baptisée « Opération Azur » avait notamment pour objectif de s'emparer de l'Élysée, de l'Assemblée nationale et du ministère des Armées, et était menée avec le groupuscule néonazi complotiste Honneur et Nation,. Pour son vaste plan de « renversement » qu'il qualifie d'« inéluctable », Daillet-Wiedemann mobilise un « maximum de gens, de manifestants », en s'entourant d'une organisation structurée et hiérarchisée constituée de 300 personnes motivées parmi lesquelles comptent notamment 36 « capitaines de région » se répartissant le territoire, des militaires, des gendarmes et des policiers, en activité ou à la retraite, devenant selon « voltigeurs », « grenadiers » ou « assaillants » en vue de l'assaut final.
Le 23 mars 2022, sept personnes sont interpellées dans le cadre d'un dossier terroriste lié à Rémy Daillet. Il s'agit de cinq hommes et deux femmes, dont un ex-fonctionnaire de police et une avocate anti-vaccin, Virginie de Araujo-Recchia,,.

#### Honneur et Nation
Les complices de Rémy Daillet sont issus du groupe néonazi Honneur et Nation fondé en 2019 à partir d'une scission de la Division nationaliste révolutionnaire (2017-2019) organisation skinhead néonazie créée par un ancien membre de Combat 18,,. Dirigée par Sébastien Dudognon, Honneur et Nation est soupçonnée d'être une part intégrante de l'« opération Azur » de Rémy Daillet : sous le nom de « projet Alsace », ils auraient eu comme objectif de faire exploser une loge maçonnique à Lunéville. De plus, certains membres du groupe sont également mis en examen en 2021 pour un projet d'attentat contre Olivier Véran.

## Publications
- Rémy Daillet-Wiedemann et Cécile Daillet-Wiedemann, L'école à la maison, le guide ***, Lulu.com, 2014 (ISBN 978-1-326-06033-6, présentation en ligne).